# 프라이부르크 대교구

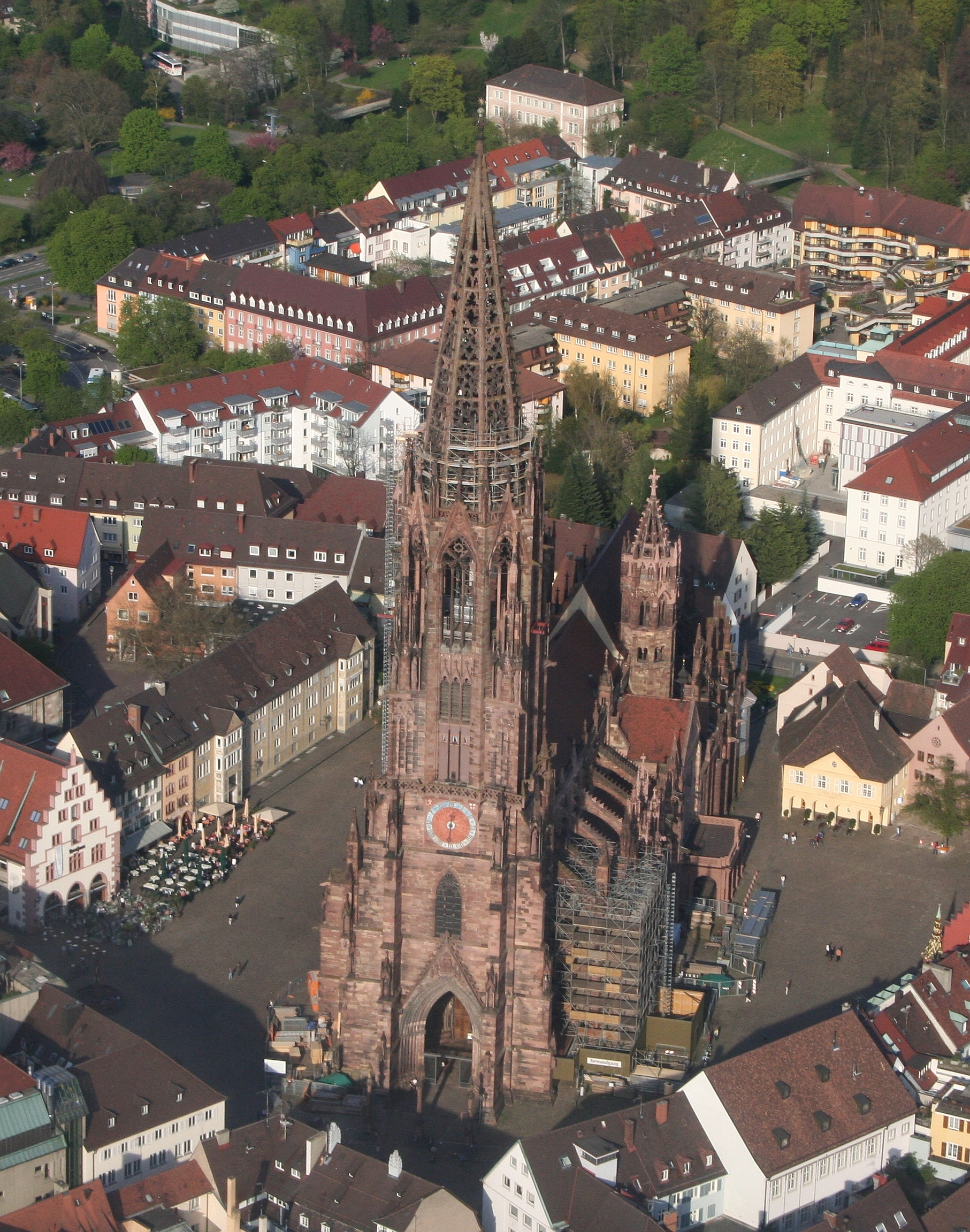

프라이부르크 대교구(라틴어명: Archidiocoecesis Friburgensis)는 바덴뷔르템베르크주 뿐만 아니라 예전의 바덴, 호헨졸런 지그마링엔, 호헨졸러른 헤힝겐 지역을 담당하고 있는 교구이다. 프라이부르크는 대교구로 한 명의 대주교에 의해 이끌어지고 있다. 2014년 5월 30일 슈테판 부르거(Stephan Burger)가 대교구장으로 임명되었으며, 주교좌 성당인 뮌스터에서 2014년 6월 29일 주교로 서품되었다. 프라이부르크 대교구는 현재 약 2백만명의 가톨릭 신자들과 함께 하고 있으며, 독일에서 두 번째로 큰 교구이다.